# Longo Maï
Det europeiska kooperativet Longo Maï  är ett självförvaltat, internationellt jordbruks- och hantverkskooperativ med inspiration från alternativrörelsen, frihetliga, "gröna", sekulära och antikapitalistiska idéer.
Longo Maï grundades 1973 i Limans (Alpes-de-Haute-Provence) i sydöstra Frankrike och utgör nu ett nätverk av tio kooperativ i sex olika länder. Namnet kommer från en occitansk välgångsönskan, "må det vara länge" . 

## Upprinnelse
I kölvattnet av händelserna i maj 1968 slog sig ungdomar från de österrikiska studentgrupperna Spartakus, som flytt till Schweiz efter sammanstötningar med nynazistiska grupper, ihop med  schweiziska studenter från Hydra-gruppen. De ledde flera militanta aktioner mot kyrkan, armén, diktaturer och till förmån för flyktingar, arbetarkamp etc. De stödde särskilt Schirmeck-arbetare som ville ta över sin fabrik genom självförvaltning.

## Det första samhället i Limans

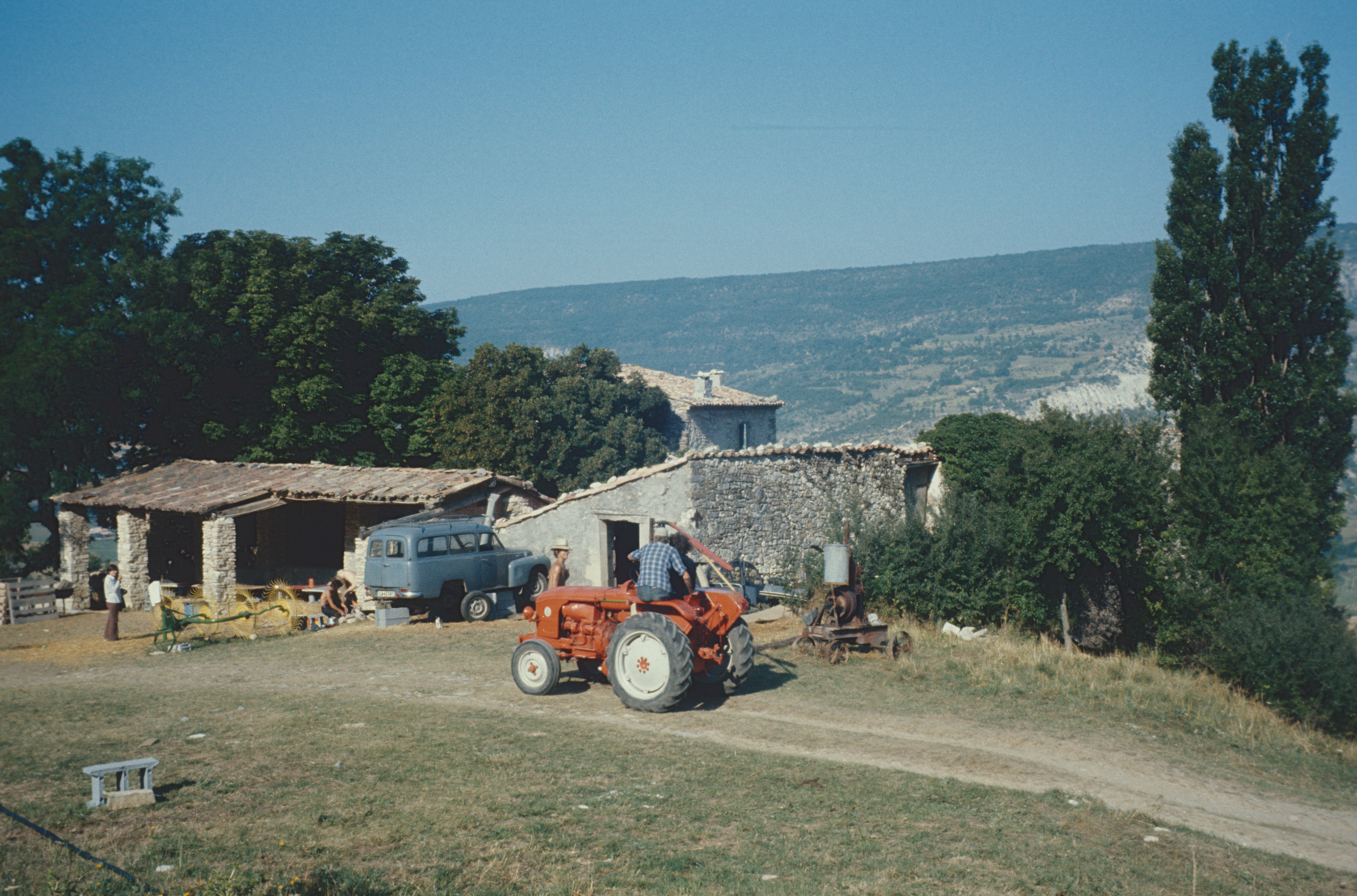
Ursprungskollektivet i Limans

Vid en kongress 1972 beslutade dessa unga tyskar, schweizare och österrikare att experimentera med nya sätt att leva och driva politik i en avfolkningsbygd, genom att grunda ett samhälle där, ”en bas för överlevnad” . Gruppen kunde dock inte bosätta sig i ett tysktalande land, på grund av starkt motstånd från de schweiziska, tyska och österrikiska regeringarna 
År 1973 kunde gruppen, tack vare en insamling, köpa en egendom på 270 hektar i Limans  nära Forcalquier i Alpes-de-Haute-Provence i Frankrike för att inrätta ett självstyrt landsbygdskooperativ  på frihetlig grund. Gruppen inspirerades också av ett kollektiv som hade bildats i samma region på 1930-talet kring författaren Jean Giono.
Programmet formulerades av Roland Perrot, före detta desertör från Algeriet-kriget och aktiv under maj 68, som personligen kände Giono och hans erfarenheter av en frikommun i Contadour på 1930-talet. Det var inspirerat av Fouriers idéer  men lade också till antimilitarism, pacifism, antikapitalism, frånvaro av politisk representation samt jämställdhet mellan män och kvinnor. 
Verksamheten bygger på självförsörjning, hantverk och jordbruksprodukter, självägd och ekologisk försörjning med energi och vatten samt avvisande av lönearbete, inspirerat av den libertära kommunistiska principen att ”ta från högen” 

## Nätverket byggs upp
Från 1976 köpte Longo Maï-kollektivet mark och hus för att expandera, vilket väckte fientliga reaktioner från en del invånare i omgivningen. I dag arbetar i stället tio kooperativ i ett nätverk , , utöver det ursprungliga i Liman fyra i Frankrike och ett i vardera Tyskland, Österrike, Schweiz, Ukraina och Costa Rica.
Kooperativet stöds av en förening baserad i Basel, som samlar in gåvomedel. Kooperativet i Limans är till cirka 50 % beroende av stöd och subventioner, medan andra hälften täcks av egen produktion. Den årliga budgeten för hela nätverket uppskattades i slutet av 1990-talet  till flera tiotals miljoner schweizerfranc.

## Kontroverser och kritik
Med lånade pengar byggde kooperativet på 1980-talet upp ett stort fastighetsinnehav. Utöver ganska stora jordbruksgods köpte man en del stugor på landsbygden och en lägenhet i Paris, som fungerar som bas.  Dessa köp och de första, något odiplomatiska, kontakterna med lokala förtroendevalda skapade en klyfta till vissa invånare i omgivningen. Senare bosättningar var därefter bättre förberedda.
Även deltagarnas aktivism (med civil olydnad, mottagande av flyktingar och desertörer, inklusive från Östeuropa och särskilt från f.d. Jugoslavien), väckte fientliga reaktioner från flera regeringar, som ibland aktivt bekämpat kooperativet: flera åtal för förakt mot den österrikiska staten; en fälla upprättad av den tyska polisen; utvisningsorder från franskt territorium mm.
Center for Group Dynamics and Institutional Analyse (Belgien): ”Idag är idén om självstyre långt ifrån död. I Frankrike kan vi peka på nätverket Longo Maï, eftersom det också är hållbart och mycket väl integrerat. Det skapades i början av 1970-talet av en handfull mycket politiskt medvetna ungdomar från Österrike (Spartakus-gruppen ), Schweiz (Hydra-gruppen) och Frankrike (68-rörelsen). I dag omfattar detta nätverk flera hundra människor som huvudsakligen lever av sin egenproduktion (och utan lön!) i tio boendekollektiv, förenade med varandra och spridda i fem europeiska länder.” 
Elena Schmitt från det alternativa ledningsobservatoriet i HEC Paris: ”Att den legendariska Longo Maï-gruppen fortfarande står pall trots sina 35 år, beror främst på att den har varit extremt öppen för resten av världen, särskilt genom att stödja och informera om andra politiska och ideologiska projekt runt om i världen. Longo Maï är ett ganska klassiskt samhälle inom självförvaltning, som överlever även tack vare donationer från individer. Men genom sin radiostation, sina olika tidskrifter och sitt internationella handlingsnätverk representerar Longo Maï en alternativ samhällsmodell som är mycket politiserad och en bild av 68-kulturen.”